# Bostadskommissionen
Statens bostadskommission var en svensk kommission för bostadsfrågor som tillsattes 1912 och arbetade till 1918.
Bostadskommissionen genomförde bland annat den första svenska folk- och bostadsräkningen 1912-1914.
Som en följd av kommissionen tillsattes 1919 den första statliga utredningen om bostadsplanering avseende smålägenheter, Kommittén angående bostadssociala minimifordringar.
Ordförande var Allan Cederborg, och sedermera borgarrådet Yngve Larsson var en av dess tongivande ledamöter. Ledamöter var även Adrian Molin och Gustaf Steffen, och även Vilhelm Lundstedt och Helge Lindholm engagerades av kommissionen.

## Betänkanden
- Bostadskommissionen (1918). Bostadskommissionens utredningar. Stockholm. Libris 1855506
- Bostadskommissionen i Libris